# قواعد بيانات كوفيد 19
قواعد بيانات كوفيد-19-فيروس كورونا- بالإنجليزية (COVID-19 datasets): هي قواعد بيانات عامة لمشاركة بيانات الحالة والمعلومات الطبية المتعلقة بجائحة كوفيد-19.

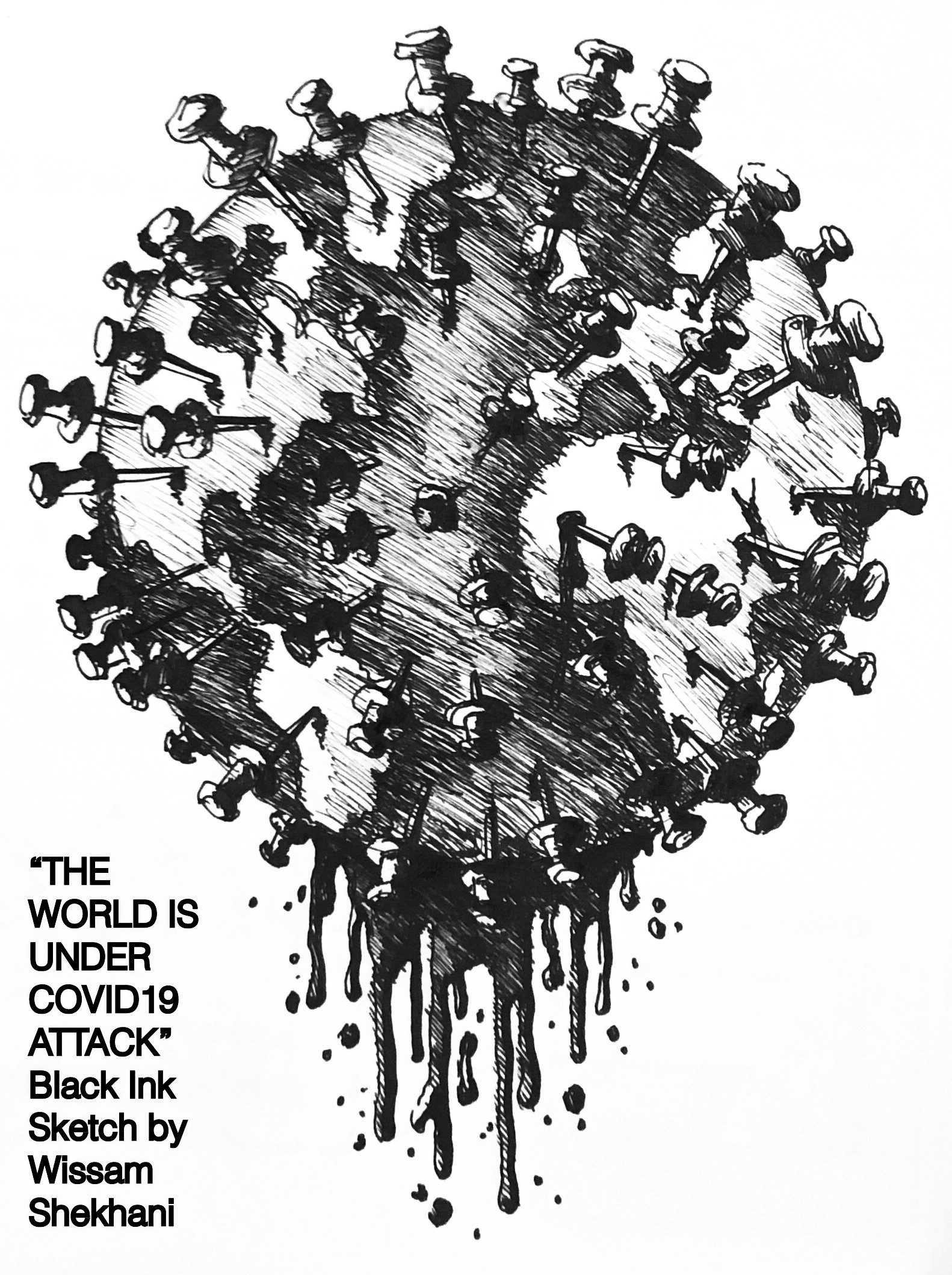

## احصائيات الاختبار وتتبع الحالة
- مركز موارد فيروس كورونا بجونزهوبكنز (Johns Hopkins) : البيانات المجمعة العالمية بما في ذلك الحالات والاختبار وتتبع الاتصال وتطوير اللقاح.[1]
- المبرمجون ضد كوفيد/ GISCorps : مجموعة بيانات لمواقع اختبار كوفيد-19 في الولايات المتحدة وبورتوريكو.[2]
- منظمة الصحة العالمية (WHO) لوحة معلومات مرض فيروس كورونا: قاعدة بيانات للحالات المؤكدة والوفيات المبلغ عنها عالميًا ومقسمة حسب المنطقة[3] قاعدة البيانات هذه جزء من منصة البيانات الصحية لمنظمة الصحة العالمية.[4]
- مشروع تتبع كوفيد: قاعدة بيانات يديرها متطوعون للاختبار والإحصاءات الطبية في الولايات المتحدة [5]
- مشروع البيانات المفتوحة لكوفيد-19 في إفريقيا: قاعدة بيانات يديرها المتطوعون ولوحة معلومات للإبلاغ، وتعداد الحالات على مستوى الدولة والمقاطعة، والوفيات، وعدوى العاملين في مجال الرعاية الصحية، وخدمات الرعاية الصحية والاحتياجات العاجلة.[6]

## الاستشفاء (الولايات المتحدة)
مجموعات بيانات استخدام المستشفيات للولايات المتحدة:
- تم الإبلاغ عن كوفيد-19 تأثير المريض وقدرة المستشفى حسب المنشأة
- تقدير تأثير كوفيد-19 على المريض وقدرة المستشفى حسب الدولة
- تم الإبلاغ عن كوفيد-19 تأثير المريض وقدرة المستشفى حسب الدولة
- تم الإبلاغ عن كوفيد-19 تأثير المريض وقدرة المستشفى بواسطة State Timeseries

## مجموعات بيانات البحوث الصحية
يوفر Health Data Research UK سجلاً قابلاً للبحث لموارد البيانات الصحية من المملكة المتحدة، بما في ذلك مجموعات البيانات المتعلقة بـ كوفيد-19 .

## بحث مفتوح الوصول
- بحث مفتوح الوصول (CORD-19): يستضيف مشروع الباحث الدلالي التابع لمعهد ألين للذكاء الاصطناعي CORD-19، وهي مجموعة بيانات عامة للمقالات الأكاديمية حول كوفيد-19 والأبحاث ذات الصلة.[7] يتم تحديث مجموعة البيانات يوميًا وتتضمن كلاً من المقالات التي راجعها النظراء والمطبوعات المسبقة.[8] تم إصدار CORD-19 في الأصل في 16 مارس 2020 من قبل باحثين وقادة من معهد ألين للذكاء الاصطناعي، ومبادرة تشان زوكربيرغ، ومركز جامعة جورجتاون للأمن والتكنولوجيا الناشئة، ومايكروسوفت، والمكتبة الوطنية للطب.[9] يتم إنشاء مجموعة البيانات من خلال استخدام التنقيب عن نصوص الأدبيات البحثية الحالية.[10]
- مجموعات بيانات الوصول المفتوح من المعاهد الوطنية للصحة: توفر المعاهد الوطنية للصحة بيانات الوصول المفتوح والموارد الحسابية المتعلقة بـ كوفيد-19.[11]

## التصوير
الأشعة
تشمل ميزات التصوير المميزة على الصور الشعاعية للصدر والتصوير المقطعي المحوسب (CT) للأشخاص الذين تظهر عليهم الأعراض عتامات زجاجية محيطية غير متماثلة بدون انصباب جنبي. أنشأت جامعة مونتريال وميلا «مجموعة بيانات صورة كوفيد-19» في مارس وهي مستودع بيانات عام لتصوير الصدر. أصدر بنك بيانات التصوير الطبي في منطقة فالنسيا مجموعة بيانات كبيرة لتصوير الصدر من إسبانيا. تقوم جمعية الطب الإشعاعي الإيطالية بتجميع قاعدة بيانات دولية عبر الإنترنت لنتائج التصوير للحالات المؤكدة. على الإنترنت منصات تبادل حالة الأشعة مثل Euroradو Radiopaedia بمثابة منصات لتبادل كوفيد-19 بيانات حالة والتصوير.

## علم الوراثة
يتم توفير بيانات تسلسل الجينات ذات الوصول المفتوح لـ SARS-CoV-2 بواسطة GISAID  ويتم تضمينها في لوحة معلومات شجرة النشوء والتطور التفاعلية على Nextstrain ، وهو مشروع مفتوح المصدر لبيانات الجينوم الممرض.